# Julius van Rhee

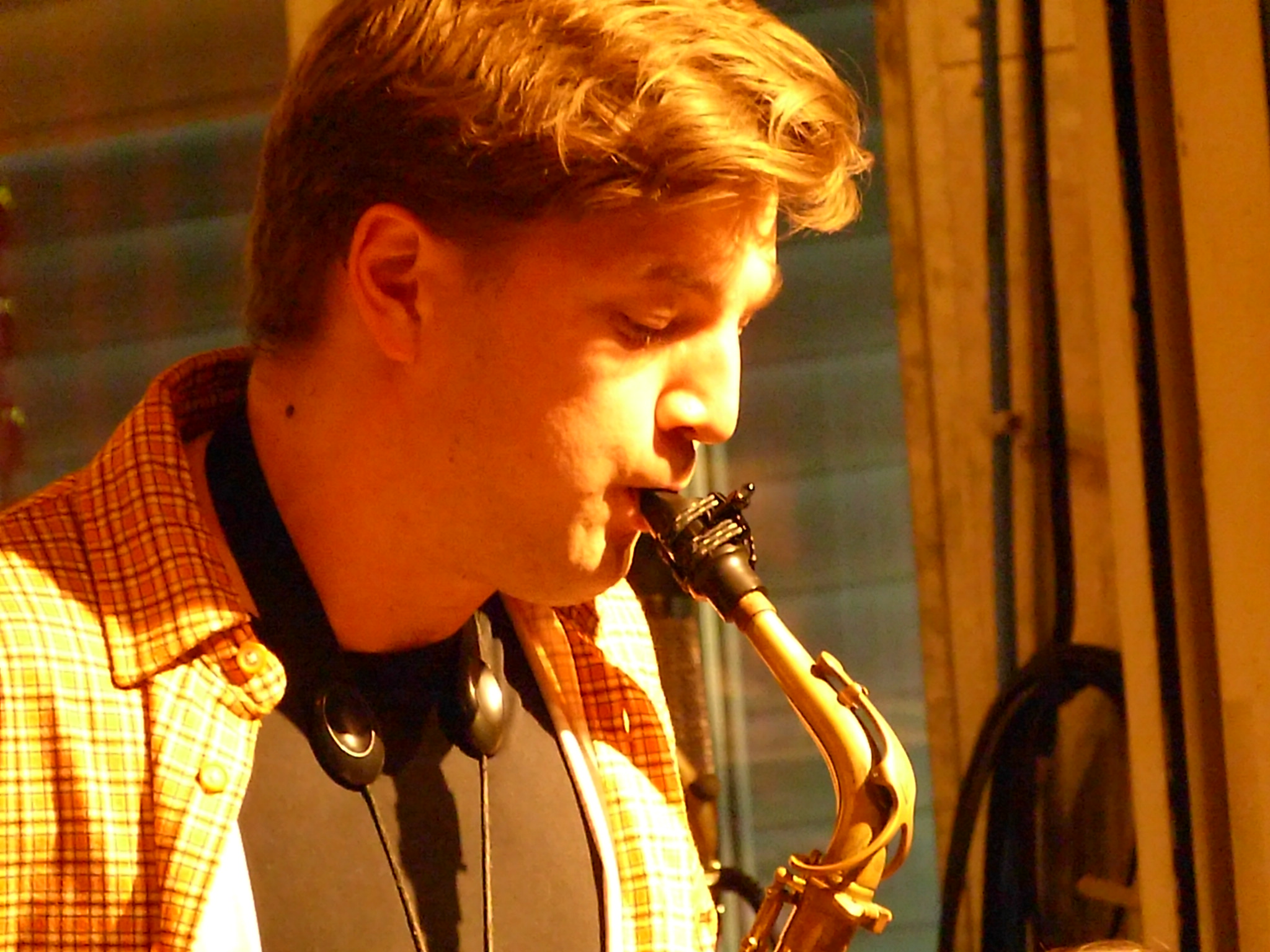
Julius van Rhee (2025) im Loft (Köln)

Julius van Rhee (* 1996 in Köln) ist ein deutscher Jazzmusiker (Altsaxophon).

## Leben und Wirken
Van Rhee, der in Waldbröl aufwuchs, spielt seit seinem achten Lebensjahr Saxophon und gehörte als Jugendlicher zum Jugendjazzorchester NRW. Von 2016 bis 2021 studierte er Saxophon, zunächst in Essen an der Folkwang Universität der Künste, dann an der Hochschule für Musik und Tanz Köln. Von 2020 bis 2022 war er Mitglied im Bundesjazzorchester.
Van Rhee gründete 2017 mit seinen Essener Studienkollegen Felix Waltz, Luca Müller und Paul Albrecht das Quartett Big Spider. Er arbeitete mit Musikern wie Ben Wendel, Norma Winstone und Sullivan Fortner. Weiterhin gehörte er 2021 zum Gutenberg Jazz Collective. 2022 veröffentlichte er das erstes Album seines Sextetts, Engine of Growth, das er auch bundesweit vorstellte. Er ist auch auf Alben der Florian Raepke Big Band, des Andreas Pientka Tentet, des Essen Jazz Orchestra (Road Works), Finn Wiest, Samuel Restle und Opek zu hören. 
Van Rhee gewann mit Big Spider 2019 den Jungen Deutschen Jazzpreis und war mit seinem Sextett zweiter Preisträger des Sparda Jazz Award 2022.

## Diskographische Hinweise
- Engine of Growth (2022, mit Pascal Klewer, Lukas Wilmsmeyer, Yannis Anft bzw. Felix Hauptmann, Calvin Lennig, Karl Friedrich Degenhardt)